# Liste von Sakralbauten im Landkreis Wittenberg
Die Liste von Sakralbauten im Landkreis Wittenberg gibt eine möglichst vollständige Übersicht der im Landkreis Wittenberg im Südosten des Landes Sachsen-Anhalt vorhandenen relevanten Kirchengebäude mit ihrem Status, Adresse, Koordinaten und einer Ansicht (Stand Februar 2023).

## Kapellen
| Artikel                                 | Beschreibung | Gemeinde               | Ort             | Bild           | Koordinaten                  |
| --------------------------------------- | --- | ---------------------- | --------------- | -------------- | ---------------------------- |
| Friedhofskapelle Wittenberg             | Neugotische Kapelle auf dem Neuen Friedhof | Lutherstadt Wittenberg | Wittenberg      | weitere Bilder | 51° 51′ 53″ N, 12° 39′ 51″ O |
| Fronleichnamskapelle Wittenberg         | Am Kirchplatz, neben der Stadtkirche, 1456 Neubau, im 18. Jh. profaniert. 1845 rest. Schlichter Backsteinsaal mit Dreiachtelschluss und westlichem Dachturm, schlanke Proportionen | Lutherstadt Wittenberg | Wittenberg      | weitere Bilder | 51° 51′ 59″ N, 12° 38′ 42″ O |
| Kapelle Wahlsdorf                       | Neuapostol. Kirche, schlichter Rechteckbau 1910, seit 2005 geschlossen | Coswig                 | Wahlsdorf       | weitere Bilder | 51° 56′ 39″ N, 12° 30′ 44″ O |
| Paul-Gerhardt-Kapelle (Gräfenhainichen) | Kapelle in Gräfenhainichen, Landkreis Wittenberg, Sachsen-Anhalt | Gräfenhainichen        | Gräfenhainichen | weitere Bilder | 51° 43′ 45″ N, 12° 27′ 18″ O |

## Kirchengebäude
| Artikel                                         | Beschreibung | Gemeinde               | Ort                            | Bild            | Koordinaten                  |
| ----------------------------------------------- | --- | ---------------------- | ------------------------------ | --------------- | ---------------------------- |
| Backsteinkirche Axien                           | Stattlicher spätromanischer Backsteinbau, wohl 2. V. 13. Jh. | Annaburg               | Axien                          | weitere Bilder  | 51° 41′ 59″ N, 12° 53′ 16″ O |
| Christkönig-Kirche (Oranienbaum)                | Katholische Kirche, von 1957 bis 1960 erbaut | Oranienbaum-Wörlitz    | Oranienbaum                    | weitere Bilder  | 51° 48′ 7″ N, 12° 24′ 35″ O  |
| Christuskirche (Lutherstadt Wittenberg)         | Neugotisches Bauwerk aus Haustein 1907/08 | Lutherstadt Wittenberg | Wittenberg                     | weitere Bilder  | 51° 52′ 0″ N, 12° 36′ 36″ O  |
| Dorfkirche (Naundorf bei Seyda)                 | Im Kern spätromanische Feldsteinkirche, bestehend aus Saal und Apsis, 1. H. 13. Jh.                                                                                                 | Jessen (Elster)        | Naundorf bei Seyda             | weitere Bilder  | 51° 55′ 25″ N, 12° 53′ 20″ O |
| Dorfkirche Arnsdorf                             | Rechteckiger Feldsteinbau, 1. H. 13. Jh., mit Westturm in Fachwerk | Jessen (Elster)        | Arnsdorf                       | weitere Bilder  | 51° 49′ 18″ N, 12° 57′ 8″ O  |
| Dorfkirche Battin                               | Neuromanischer Backsteinbau 1901 | Jessen (Elster)        | Battin                         | weitere Bilder  | 51° 46′ 5″ N, 12° 54′ 14″ O  |
| Dorfkirche Bergwitz                             | Spätromanische einschiffiger Feldsteinbau, mit wenig eingezogenem Rechteckchor, Umbau im 17. und 19. Jh.                                                                            | Kemberg                | Bergwitz                       | weitere Bilder  | 51° 47′ 38″ N, 12° 35′ 30″ O |
| Dorfkirche Dietrichsdorf                        | Romanisierender Backsteinbau im Rundbogenstil 1862–64 von F. A. Ritter | Zahna-Elster           | Dietrichsdorf                  | weitere Bilder  | 51° 51′ 35″ N, 12° 46′ 27″ O |
| Dorfkirche Dobien                               | Im Kern romanischer Feldsteinbau, nach Brand 1813 weitgehender Neubau als Saal mit Ostschluss, 1820 geweiht                                                                         | Lutherstadt Wittenberg | Dobien                         | weitere Bilder  | 51° 54′ 12″ N, 12° 36′ 55″ O |
| Dorfkirche Dorna                                | Romanischer Feldsteinbau mit eingezogenem quadrat. Chor und Apsis, Turmaufsatz M. 19. Jh.                                                                                           | Kemberg                | Dorna                          | weitere Bilder  | 51° 46′ 57″ N, 12° 42′ 45″ O |
| Dorfkirche Düßnitz                              | Chorloser Saal um 1300, Westturm 1856 | Jessen (Elster)        | Düßnitz                        | weitere Bilder  | 51° 43′ 49″ N, 12° 52′ 39″ O |
| Dorfkirche Eutzsch                              | Nach Zerstörung im Dreißigjährigen Krieg barocker Neubau 1688 | Kemberg                | Eutzsch                        | weitere Bilder  | 51° 49′ 16″ N, 12° 38′ 13″ O |
| Dorfkirche Gentha                               | Fachwerkbau 1655 mit Dachturm und dreiseitigem Ostschluss | Jessen (Elster)        | Gentha                         | weitere Bilder  | 51° 50′ 59″ N, 12° 53′ 55″ O |
| Dorfkirche Gerbisbach                           | Rechteckiger chorloser Saalbau in Feldstein 2. H. 15. Jh., Westturm 2. H. 19. Jh.                                                                                                   | Jessen (Elster)        | Gerbisbach                     | weitere Bilder  | 51° 44′ 57″ N, 12° 56′ 49″ O |
| Dorfkirche Gorsdorf                             | Putzbau 1620, nach Zerstörung durch Brand Wiederaufbau 1838 | Jessen (Elster)        | Gorsdorf                       | weitere Bilder  | 51° 47′ 56″ N, 12° 51′ 58″ O |
| Dorfkirche Grabo (Straach)                      | Schlichter Saal mit Dreiseitschluss und Dachturm, Neubau 1910/12 | Lutherstadt Wittenberg | Grabo (Lutherstadt Wittenberg) | weitere Bilder  | 51° 56′ 58″ N, 12° 38′ 45″ O |
| Dorfkirche Grabo (Jessen)                       | Stattlicher neubarocker Putzbau 1913 in Jessen (Elster), Landkreis Wittenberg | Jessen (Elster)        | Grabo (Jessen)                 | weitere Bilder  | 51° 46′ 29″ N, 12° 55′ 55″ O |
| Dorfkirche Goltewitz                            | Schlichter rechteckiger Feldsteinbau, im Kern 13./14. Jh. | Oranienbaum-Wörlitz    | Goltewitz                      | weitere Bilder  | 51° 47′ 31″ N, 12° 25′ 21″ O |
| Dorfkirche Hohndorf (Annaburg)                  | Neugot. Backsteinbau 1885 mit Saal, Westturm und Polygonalchor | Annaburg               | Hohndorf                       | weitere Bilder  | 51° 41′ 35″ N, 12° 55′ 4″ O  |
| Dorfkirche Jüdenberg                            | Im Kern mittelalt. Rechteckbau mit dreiseitigem Chorschluss, im 18. Jh. stark verändert                                                                                             | Gräfenhainichen        | Jüdenberg                      | weitere Bilder  | 51° 44′ 55″ N, 12° 24′ 53″ O |
| Dorfkirche Kerzendorf (Wittenberg)              | Ursprünglich romanischer Feldsteinbau mit Chor und Apsis, 13. Jh. | Lutherstadt Wittenberg | Kerzendorf                     | weitere Bilder  | 51° 58′ 53″ N, 12° 39′ 41″ O |
| Dorfkirche Klebitz                              | Neuromanischer Feldsteinbau mit Backsteindetails 1848/49, Entwurf von Friedrich August Ritter.                                                                                      | Zahna-Elster           | Klebitz (Zahna-Elster)         | weitere Bilder  | 51° 56′ 51″ N, 12° 50′ 19″ O |
| Dorfkirche Kleindröben                          | Schlichter kleiner Fachwerksaal mit Dachturm E. 17. Jh. | Jessen (Elster)        | Kleindröben                    | weitere Bilder  | 51° 44′ 43″ N, 12° 50′ 18″ O |
| Dorfkirche Klossa                               | Kleine frühgotische Saalkirche aus Raseneisenstein um 1300, Westturm 1910 | Jessen (Elster)        | Klossa                         | weitere Bilder  | 51° 46′ 54″ N, 13° 2′ 56″ O  |
| Dorfkirche Köselitz                             | Feldsteinbau vor 1265 mit geradem Ostschluss, schlanker Westturm 1915 in Anlehnung an einen barocken Vorgänger                                                                      | Coswig (Anhalt)        | Köselitz                       | weitere Bilder  | 51° 57′ 26″ N, 12° 29′ 17″ O |
| Dorfkirche Kropstädt                            | Im Kern romanischer Feldsteinbau mit eingez. Chor und Apsis aus Granitquadern um 1200, Strebepfeiler wohl M. 19. Jh.                                                                | Lutherstadt Wittenberg | Kropstädt                      | weitere Bilder  | 51° 57′ 52″ N, 12° 44′ 49″ O |
| Dorfkirche Köpnick                              | Neuromanischer Backsteinbau um 1900 mit Apsis und Dachturm in Köpnick, einem Ortsteil von Lutherstadt Wittenberg                                                                    | Lutherstadt Wittenberg | Köpnick                        | weitere Bilder  | 51° 56′ 23″ N, 12° 42′ 35″ O |
| Dorfkirche Külso                                | ehem. Kirchengebäude in Külso, einem Teil von Zahna-Elster in Sachsen-Anhalt, Fachwerkbau, 1962 abgerissen                                                                          | Zahna-Elster           | Külso                          |                 | 51° 52′ 4″ N, 12° 46′ 57″ O  |
| Dorfkirche Lebien                               | Spätromanisches Bauwerk in vollständiger Anlage, A. 13. Jh. | Annaburg               | Lebien                         | weitere Bilder  | 51° 43′ 14″ N, 12° 56′ 16″ O |
| Dorfkirche Leetza                               | Im Kern romanisch, Feldsteinbau 13. Jh., barock nach Osten erweitert, desgl. Turmaufsatz über dem Westgiebel, 18. Jh.                                                               | Zahna-Elster           | Leetza                         | weitere Bilder  | 51° 53′ 11″ N, 12° 49′ 7″ O  |
| Dorfkirche Linda                                | Spätgotischer verputzter Feldsteinbau mit dreiseitigem Ostschluss, 1691 barock erneuert                                                                                             | Jessen (Elster)        | Linda (Elster)                 | weitere Bilder  | 51° 51′ 15″ N, 13° 6′ 7″ O   |
| Dorfkirche Lindwerder                           | Backsteinsaal mit dreiseitigem Ostschluss, wohl 15. Jh., 1665 erneuert, 1953 rest.                                                                                                  | Jessen (Elster)        | Lindwerder                     | weitere Bilder  | 51° 49′ 46″ N, 13° 1′ 47″ O  |
| Dorfkirche Löben                                | Im Kern dreischiffige Pfeilerbasilika, M. 13. Jh., Seitenschiffe abgebrochen, Fachwerkturm um 1700                                                                                  | Annaburg               | Löben                          | weitere Bilder  | 51° 45′ 59″ N, 13° 4′ 40″ O  |
| Dorfkirche Meltendorf                           | Einschiffiger neugotischer Backsteinbau 1879/80 mit breitem Querhaus und Polygonalchor, der schlanke Westturm ehemals mit Helm (Spitze abgetragen)                                  | Zahna-Elster           | Meltendorf                     | weitere Bilder  | 51° 51′ 15″ N, 12° 52′ 39″ O |
| Dorfkirche Möllensdorf                          | Spätromanischer Feldsteinbau mit eingezogenem Chor und Apsis | Coswig (Anhalt)        | Möllensdorf                    | weitere Bilder  | 51° 55′ 11″ N, 12° 32′ 5″ O  |
| Dorfkirche Mochau                               | Kleiner rechteckiger Backsteinbau im Rundbogenstil mit Dachturm, wohl 19. Jh. | Lutherstadt Wittenberg | Mochau                         | weitere Bilder  | 51° 55′ 48″ N, 12° 40′ 32″ O |
| Dorfkirche Morxdorf                             | Kleiner chorloser Rechtecksaal in Feldstein mit Dreifenstergruppe in der Ostwand, 2. H. 13. Jh.                                                                                     | Jessen (Elster)        | Morxdorf                       | weitere Bilder  | 51° 54′ 12″ N, 12° 56′ 29″ O |
| Dorfkirche Mügeln (Jessen)                      | Klassizistischer Rechtecksaal 1838 nach Typenentwurf von Schinkel | Jessen (Elster)        | Mügeln                         | weitere Bilder  | 51° 51′ 8″ N, 13° 1′ 51″ O   |
| Dorfkirche Patzschwig                           | Kapellenartiger neugotischer Saalbau 1859/60, Dachreiter über dem Westgiebel | Bad Schmiedeberg       | Patzschwig                     | weitere Bilder  | 51° 41′ 13″ N, 12° 45′ 25″ O |
| Dorfkirche Rackith                              | Turmloser Backsteinsaal mit dreiseitigem Ostschluss, um 1700, verputzt | Kemberg                | Rackith                        | weitere Bilder  | 51° 48′ 17″ N, 12° 41′ 13″ O |
| Dorfkirche Rade                                 | Barocker, modern verputzter Backsteinbau mit dreiseitigem Ostschluss, um 1696 | Jessen (Elster)        | Rade                           | weitere Bilder  | 51° 45′ 12″ N, 12° 53′ 6″ O  |
| Dorfkirche Ragösen (Coswig)                     | Kleines spätromanisches Feldsteinbauwerk um 1200 mit Dachturm | Coswig (Anhalt)        | Ragösen                        | weitere Bilder  | 51° 58′ 49″ N, 12° 17′ 50″ O |
| Dorfkirche Rahnsdorf (Zahna-Elster)             | Saalkirche in Feldstein mit eingezogenem Chor M.13. Jh., Fachwerkturm 1785 | Zahna-Elster           | Rahnsdorf                      | weitere Bilder  | 51° 56′ 44″ N, 12° 47′ 7″ O  |
| Dorfkirche Reinharz                             | Stattliche barocke Saalkirche mit Westturm, um 1704 | Bad Schmiedeberg       | Reinharz                       | weitere Bilder  | 51° 42′ 2″ N, 12° 40′ 21″ O  |
| Dorfkirche Sachau                               | Saalbau mit dreiseitigem Ostschluss, im Kern um 1300 oder später; Westturm aus verputztem Fachwerk vermutl. E. 18. Jh.                                                              | Bad Schmiedeberg       | Sachau                         | weitere Bilder  | 51° 41′ 11″ N, 12° 49′ 36″ O |
| Dorfkirche Schköna                              | Im Kern wohl mittelalterl., barock veränderter Putzbau mit dreiseitigem Ostschluss, Turm 1904                                                                                       | Gräfenhainichen        | Schköna                        | weitere Bilder  | 51° 40′ 55″ N, 12° 32′ 16″ O |
| Dorfkirche Schützberg                           | Rechtecksaal in Backstein, im Kern um 1300; um 1700 barock überformt, dabei Westbau mit Laterne                                                                                     | Jessen (Elster)        | Schützberg                     | weitere Bilder  | 51° 47′ 23″ N, 12° 49′ 36″ O |
| Dorfkirche Seegrehna                            | Im Kern romanische Chorturmkirche 13. Jh., nach Zerstörung um 1650 verändert wiederaufgebaut                                                                                        | Lutherstadt Wittenberg | Seegrehna                      | weitere Bilder  | 51° 49′ 53″ N, 12° 33′ 2″ O  |
| Dorfkirche Stackelitz                           | Feldsteinkirche um 1200 mit kleinem verbretterten Dachturm | Coswig (Anhalt)        | Stackelitz                     | weitere Bilder  | 52° 0′ 36″ N, 12° 22′ 42″ O  |
| Dorfkirche Steinsdorf                           | Malerisch gelegener barocker Fachwerkbau mit dreiseitigem Ostschluss und Dachturm mit Haube, um 1735                                                                                | Jessen (Elster)        | Steinsdorf                     | weitere Bilder  | 51° 49′ 38″ N, 13° 4′ 18″ O  |
| Dorfkirche Senst                                | Feldsteinkirche, im Kern 13. Jahrhundert, barock umgebaut, Turm 1904 | Coswig (Anhalt)        | Senst                          | weitere Bilder  | 51° 58′ 6″ N, 12° 34′ 13″ O  |
| Dorfkirche Vockerode                            | Stattliche neugotische Backsteinkirche 1810/12 mit dominanter Doppelturmfront | Oranienbaum- Wörlitz   | Vockerode                      | weitere Bilder  | 51° 50′ 52″ N, 12° 21′ 5″ O  |
| Dorfkirche Weddin                               | Romanischer Feldsteinsaal mit eingezogenem Chor und Apsis, um 1200, barocker Dachreiter                                                                                             | Lutherstadt Wittenberg | Weddin                         | weitere Bilder  | 51° 58′ 33″ N, 12° 40′ 56″ O |
| Dorfkirche Zallmsdorf                           | Romanischer Feldsteinbau mit eingez. Chor und Apsis um 1200, um 1697 wiederhergestellt und erneuert                                                                                 | Zahna-Elster           | Zallmsdorf                     | weitere Bilder  | 51° 54′ 8″ N, 12° 49′ 58″ O  |
| Dorfkirche Zschornewitz                         | Im Kern spätrom. Feldsteinbau, 1925 Umbau und Erweiterung zum rechteckigen Schiff mit eingez. Chor                                                                                  | Gräfenhainichen        | Zschornewitz                   | weitere Bilder  | 51° 42′ 57″ N, 12° 24′ 29″ O |
| Elbschifferkirche Priesitz                      | Chor- und turmloser Saalbau aus Feldsteinmauerwerk, 14. Jh. Wohl A. 17. Jh. überformt                                                                                               | Bad Schmiedeberg       | Priesitz                       | weitere Bilder  | 51° 42′ 11″ N, 12° 49′ 30″ O |
| Evangelische Dorfkirche in Zemnick              | Kleiner Backsteinbau im Rundbogenstil mit Rechteckchor und quadratischem Westturm, 1888                                                                                             | Zahna-Elster           | Zemnick                        | weitere Bilder  | 51° 51′ 56″ N, 12° 50′ 40″ O |
| Evangelische Kirche Annaburg                    | Backsteinsaal um 1500 mit dreiseitigem Chor und quadratischem Turm an der Nordseite                                                                                                 | Annaburg               | Annaburg                       | weitere Bilder  | 51° 43′ 51″ N, 13° 2′ 45″ O  |
| Evangelische Kirche Bethau                      | Gotisierender kleiner Backsteinbau mit eingezogenem Rechteckchor und halb eingezogenem Westturm, 1904/05                                                                            | Annaburg               | Bethau                         | weitere Bilder  | 51° 40′ 22″ N, 12° 59′ 56″ O |
| Evangelische Kirche Rehsen                      | Fachwerkbau mit vorgeblendeten Ziegeln 1707, quadratischer Westturm mit Haube | Oranienbaum-Wörlitz    | Rehsen                         | weitere Bilder  | 51° 49′ 38″ N, 12° 29′ 41″ O |
| Fachwerkkirche Kremitz                          | Schlichter Rechteckbau 1783 in Fachwerk, Dachturm | Jessen (Elster)        | Kremitz                        | weitere Bilder  | 51° 45′ 46″ N, 13° 6′ 13″ O  |
| Feldsteinkirche Bülzig                          | Rechteckiger chorloser Feldsteinbau, vermutl. um 1300, nach Osten Dreifenstergruppe, über dem Westgiebel Fachwerkturm mit Haube, A. 18. Jh.                                         | Zahna-Elster           | Bülzig                         | weitere Bilder  | 51° 53′ 36″ N, 12° 45′ 15″ O |
| Feldsteinkirche Meuro                           | Feldsteinsaalkirche mit dreiseitigem Ostschluss 13. Jh., 1696 Erweiterung nach Westen und achteckiger Turm an der Nordostseite                                                      | Bad Schmiedeberg       | Meuro                          | weitere Bilder  | 51° 43′ 28″ N, 12° 41′ 29″ O |
| Flämingkirche Braunsdorf                        | Barocke Saalkirche um 1697, der dreiviertelrunde Ostschluss vermutlich von einer mittelalterlichen Rotunde, Fachwerkaufsatz über Westgiebel                                         | Lutherstadt Wittenberg | Braunsdorf                     | weitere Bilder  | 51° 54′ 38″ N, 12° 35′ 39″ O |
| Glaubenskirche Piesteritz                       | Evangelische Kirche in Piesteritz, einem Ortsteil von Lutherstadt Wittenberg, im Pfarrbereich Dobien des Kirchenkreises Wittenberg der EKMD                                         | Lutherstadt Wittenberg | Piesteritz                     | weitere Bilder  | 51° 52′ 26″ N, 12° 35′ 54″ O |
| Heilige Familie (Piesteritz)                    | Katholische Kirche in Piesteritz, 1922/23 erbaut | Lutherstadt Wittenberg | Piesteritz                     | weitere Bilder  | 51° 52′ 11″ N, 12° 35′ 43″ O |
| Heilig-Geist-Kirche (Jessen)                    | Katholische Kirche, 1935 erbaut | Jessen (Elster)        | Jessen                         | weitere Bilder  | 51° 47′ 10″ N, 12° 57′ 9″ O  |
| Kirche Berkau                                   | Flachgedeckter Feldsteinbau mit eingezogenem Rechteckchor und verschiefertem Dachturm, im Kern 13. Jh. 2. H. 18. Jh. verändert                                                      | Lutherstadt Wittenberg | Berkau                         | weitere Bilder  | 51° 58′ 4″ N, 12° 38′ 14″ O  |
| Dorfkirche Bleddin                              | Verputzter Fachwerkbau mit dreiseitigem Ostschluss und Westturm, 1688–90 | Kemberg                | Bleddin                        | weitere Bilder  | 51° 47′ 14″ N, 12° 47′ 6″ O  |
| Kirche Boßdorf                                  | Langgestreckter Feldsteinbau mit geradem Ostschluss und quadratischem Westturm, im Kern romanisch, um 1700 durchgreifend verändert                                                  | Lutherstadt Wittenberg | Boßdorf                        | weitere Bilder  | 51° 59′ 23″ N, 12° 40′ 46″ O |
| Kirche Dabrun                                   | Stattlicher Backsteinbau 1897 im Rundbogenstil | Kemberg                | Dabrun                         | weitere Bilder  | 51° 49′ 58″ N, 12° 42′ 34″ O |
| Kirche Elster (Elbe)                            | Romanisierender Backsteinbau im Rundbogenstil, 1867 | Zahna-Elster           | Elster (Elbe)                  | weitere Bilder  | 51° 49′ 44″ N, 12° 49′ 18″ O |
| Kirche Gadegast                                 | Granitquaderbauwerk mit eingezogenem Chor und Apsis, 1. H. 13. Jh. | Zahna-Elster           | Gadegast                       | weitere Bilder  | 51° 53′ 28″ N, 12° 53′ 33″ O |
| Kirche Gehmen                                   | Barocke Saalkirche, verputzter Backsteinbau mit dreiseitigem Ostschluss, im Westen Dachturm mit Haube, wohl 1699                                                                    | Annaburg               | Gehmen                         | Bild gesucht BW | 51° 42′ 31″ N, 12° 52′ 12″ O |
| Kirche Globig                                   | Im Kern mittelalterlicher Feldsteinbau mit dreiseitigem Ostschluss und quadratischem Westturm um 1300, 1726 barock überformt und ausgestattet                                       | Kemberg                | Globig                         | weitere Bilder  | 51° 47′ 24″ N, 12° 44′ 43″ O |
| Gustav-Adolf-Kirche Göritz (Coswig)             | Neuromanischer Backsteinsaal über Bruchsteinsockel mit Apsis und Westturm um 1880                                                                                                   | Coswig                 | Göritz                         |                 | 51° 59′ 47″ N, 12° 28′ 21″ O |
| Kirche Gommlo                                   | Romanischer Feldsteinbau aus Saal, eingezogenem Chor und Apsis um 1200, unregelmäßiges Mauerwerk                                                                                    | Kemberg                | Gommlo                         | weitere Bilder  | 51° 44′ 8″ N, 12° 39′ 21″ O  |
| Kirche Groß Naundorf                            | Stattliches neugotisches Backsteinbauwerk mit monumentalem Westturm, 1891 | Annaburg               | Groß Naundorf                  | weitere Bilder  | 51° 41′ 49″ N, 12° 59′ 43″ O |
| Kirche Großmöhlau                               | Schlichter Rechteckbau aus Feldstein und Backstein, im Kern spätromanisch, im 19. Jh. überformt                                                                                     | Gräfenhainichen        | Großmöhlau                     | weitere Bilder  | 51° 43′ 52″ N, 12° 21′ 14″ O |
| Kirche Hohenlubast                              | Im Kern vermutl. spätmittelalterlicher Rechteckbau mit spätgotischem Chor und Dreiseitschluss, barocker Dachreiter                                                                  | Gräfenhainichen        | Hohenlubast                    | weitere Bilder  | 51° 41′ 28″ N, 12° 31′ 16″ O |
| Kirche Horstdorf                                | Historisierender einschiffiger Backsteinbau mit Polygonschluss, 1870–72 | Oranienbaum- Wörlitz   | Horstdorf                      | weitere Bilder  | 51° 49′ 6″ N, 12° 26′ 10″ O  |
| Kirche Jahmo                                    | Im Kern romanischer flachgedeckter Feldsteinbau mit eingez. Apsis 13. Jh. | Lutherstadt Wittenberg | Jahmo                          | weitere Bilder  | 51° 57′ 0″ N, 12° 42′ 6″ O   |
| Kirche Klieken                                  | Stattlicher Fachwerkbau mit geradem Chorschluss E. 17. Jh. | Coswig                 | Klieken                        | weitere Bilder  | 51° 53′ 15″ N, 12° 22′ 32″ O |
| Kirche Klitzschena                              | Im Kern gotischer Saalbau aus Raseneisenstein mit Westturm, dessen Abschluss von 1874                                                                                               | Kemberg                | Klitzschena                    | weitere Bilder  | 51° 49′ 0″ N, 12° 34′ 23″ O  |
| Kirche Lammsdorf                                | Ursprünglich turmloser Saal mit gleichbreitem Rechteckchor in Feldsteinmauerwerk, teils Raseneisenstein, vermutl. um 1300                                                           | Kemberg                | Lammsdorf                      | weitere Bilder  | 51° 48′ 24″ N, 12° 40′ 25″ O |
| Kirche Mellnitz                                 | Kleiner rechteckiger romanischer Feldsteinbau, 1. H. 13. Jh., nach Zerstörung im 17. Jh. teilweise erneuert                                                                         | Jessen (Elster)        | Mellnitz                       | weitere Bilder  | 51° 54′ 14″ N, 12° 54′ 38″ O |
| Kirche Ogkeln                                   | Romanischer Feldsteinbau aus Saal, Chor und Apsis um 1200, Turmaufsatz über Westgiebel 1698                                                                                         | Bad Schmiedeberg       | Ogkeln                         | weitere Bilder  | 51° 43′ 3″ N, 12° 42′ 53″ O  |
| Kirche Plossig                                  | Im Kern romanischer Feldsteinbau aus Saal, Apsis und Westbau, Schiff 1847 umgebaut                                                                                                  | Annaburg               | Plossig                        | Bild gesucht BW | 51° 41′ 52″ N, 12° 57′ 8″ O  |
| Kirche Radis                                    | Im Kern romanischer Saal, Verlängerung des Schiffs nach Einsturz des Westturms 1871                                                                                                 | Kemberg                | Radis                          | weitere Bilder  | 51° 45′ 6″ N, 12° 30′ 55″ O  |
| Kirche Reinsdorf                                | Feldsteinsaal mit eingezogener Apsis um 1300, 1898 Erneuerung und barocke Ausstattung                                                                                               | Lutherstadt Wittenberg | Reinsdorf                      | weitere Bilder  | 51° 53′ 39″ N, 12° 36′ 16″ O |
| Kirche Riesigk                                  | Früher Kirchenneubau der Neugotik, 1798–1800 | Oranienbaum- Wörlitz   | Riesigk                        | weitere Bilder  | 51° 49′ 34″ N, 12° 27′ 49″ O |
| Kirche Ruhlsdorf                                | Neugotische Backsteinkirche 1885 in Ruhlsdorf, Jessen (Elster) | Jessen (Elster)        | Ruhlsdorf                      | weitere Bilder  | 51° 49′ 7″ N, 12° 54′ 35″ O  |
| Kirche Schmilkendorf                            | Im Kern romanischer Feldsteinbau des späten 13. Jh. mit Chor und Apsis, 1665 erneuert                                                                                               | Lutherstadt Wittenberg | Schmilkendorf                  | weitere Bilder  | 51° 55′ 32″ N, 12° 37′ 44″ O |
| Kirche Schöneicho                               | Im Kern romanischer Feldsteinbau des späten 13. Jh. mit Chor und Apsis, 1665 erneuert                                                                                               | Jessen (Elster)        | Schöneicho                     | weitere Bilder  | 51° 44′ 58″ N, 12° 55′ 0″ O  |
| Kirche Selbitz                                  | Rechteckiger Putzbau mit dreiseitigem Ostschluss, 1925 | Kemberg                | Selbitz                        | weitere Bilder  | 51° 48′ 51″ N, 12° 31′ 56″ O |
| Kirche Straach                                  | Gotisierender Backsteinbau 1884–86 | Lutherstadt Wittenberg | Straach                        | weitere Bilder  | 51° 57′ 14″ N, 12° 35′ 36″ O |
| Kirche Söllichau                                | Im Kern spätgotischer Rechteckbau mit geradem Ostschluss, barock verändert | Bad Schmiedeberg       | Söllichau                      | weitere Bilder  | 51° 38′ 7″ N, 12° 38′ 26″ O  |
| Kirche Tornau                                   | Rechteckiger Putzbau 1664–69, über dem Westteil quadratisches, ins Achteck überführtes Dachtürmchen                                                                                 | Gräfenhainichen        | Tornau                         | weitere Bilder  | 51° 38′ 20″ N, 12° 35′ 22″ O |
| Kirche Trebitz                                  | Im Ursprung romanischer Feldsteinbau um 1200, um 1500 nach Osten durch polygonalen Chor und nach Westen durch mächtigen Turm erweitert                                              | Bad Schmiedeberg       | Trebitz                        | weitere Bilder  | 51° 45′ 13″ N, 12° 45′ 5″ O  |
| Kirche Woltersdorf (Zahna-Elster)               | Klassizistischer verputzter Rechteckbau mit quadratischem Westturm, um 1857 nach Typenentwurf von Karl Friedrich Schinkel                                                           | Zahna-Elster           | Woltersdorf                    | weitere Bilder  | 51° 55′ 13″ N, 12° 44′ 29″ O |
| Kirche Zum Heiligen Kreuz (Klöden)              | Großer verputzter Backsteinsaal, im Kern E. 12. Jh., Veränderungen um 1510, Turm inschr. 1516                                                                                       | Jessen (Elster)        | Klöden                         | weitere Bilder  | 51° 45′ 27″ N, 12° 49′ 44″ O |
| Kirche in Apollensdorf                          | Feldsteinbau aus Schiff, eingezogenem Chor und Apsis um 1200–1230, um 1700 barock verändert                                                                                         | Lutherstadt Wittenberg | Apollensdorf                   | weitere Bilder  | 51° 52′ 21″ N, 12° 32′ 32″ O |
| Kirche in Bösewig                               | Kleiner Saal von 1805 in spätbarocken Formen, Westturm mit Fachwerkaufsatz | Bad Schmiedeberg       | Bösewig                        | weitere Bilder  | 51° 45′ 44″ N, 12° 46′ 48″ O |
| Kirche in Premsendorf                           | Kleiner Backsteinbau im Rundbogenstil mit kurzem Turm, wohl 19. Jh. | Annaburg               | Premsendorf                    | weitere Bilder  | 51° 45′ 34″ N, 13° 7′ 46″ O  |
| Kirche in Schleesen                             | Mittelalterlicher Saalbau aus Feld- und Raseneisenstein mit eingezogenem Chor | Kemberg                | Schleesen                      | weitere Bilder  | 51° 47′ 4″ N, 12° 29′ 11″ O  |
| Kirche Österitz                                 | Im Kern mittelalterlicher Feldsteinbau mit Saal und dreiseitigem Ostschluss, um 1300                                                                                                | Bad Schmiedeberg       | Österitz                       | weitere Bilder  | 51° 44′ 8″ N, 12° 42′ 54″ O  |
| Kleine Kirche Oranienbaum                       | Schlichter spätbarocker Zentralbau 1751/52, profaniert | Oranienbaum- Wörlitz   | Oranienbaum                    | weitere Bilder  | 51° 48′ 6″ N, 12° 24′ 18″ O  |
| Komtureikirche Buro                             | Kirche der Komturei des Deutschen Ordens, spätrom. Feldsteinbau 1259 übergeben, Umbauten 1697 und 1744                                                                              | Coswig (Anhalt)        | Buro                           | weitere Bilder  | 51° 52′ 50″ N, 12° 24′ 20″ O |
| Maria Hilfe der Christen (Gräfenhainichen)      | Neubau des Kirchengebäudes 1936, Gebäudekomplex 2014 zum Verkauf | Gräfenhainichen        | Gräfenhainichen                | weitere Bilder  | 51° 43′ 25″ N, 12° 27′ 11″ O |
| Maria Hilfe der Christen (Pretzsch)             | Katholische Kirche, 1974 erbaut | Bad Schmiedeberg       | Pretzsch                       | weitere Bilder  | 51° 43′ 3″ N, 12° 47′ 25″ O  |
| Mariä Himmelfahrt (Hundeluft)                   | Katholische Kirche, 1951/52 erbaut | Coswig                 | Hundeluft                      | weitere Bilder  | 51° 58′ 3″ N, 12° 20′ 24″ O  |
| Neuapostolische Kirche Coswig (Anhalt)          | Neubau 1925, saniert 2002 | Coswig                 | Coswig                         | weitere Bilder  | 51° 53′ 1″ N, 12° 27′ 44″ O  |
| Nikolaikirche (Bad Schmiedeberg)                | 1453/54 erbaut als dreischiffige Hallenkirche, 1681 nach Zerstörung wieder aufgebaut                                                                                                | Bad Schmiedeberg       | Bad Schmiedeberg               | weitere Bilder  | 51° 41′ 14″ N, 12° 44′ 12″ O |
| Peterskirche (Trajuhn)                          | Backsteinbau im Rundbogenstil nach Plan 1857 von Friedrich August Ritter | Lutherstadt Wittenberg | Trajuhn                        | weitere Bilder  | 51° 53′ 44″ N, 12° 40′ 34″ O |
| Sankt Marien (Schweinitz)                       | Im Wesentlichen verputzte barocke Saalkirche des 18. Jh. mit Westturm unter Verwendung älteren Materials                                                                            | Jessen (Elster)        | Schweinitz                     | weitere Bilder  | 51° 47′ 30″ N, 13° 1′ 37″ O  |
| Sankt-Marien-Kirche (Zahna)                     | Im Kern dreischiffige Pfeilerbasilika aus Feldstein, 13. Jh., mit Westturm und Apsis, Seitenschiffe nach Kriegszerstörung 1669 abgetragen, Arkaden vermauert, Turmobergeschoss 1719 | Zahna-Elster           | Zahna                          | weitere Bilder  | 51° 54′ 43″ N, 12° 47′ 17″ O |
| St. Johannes (Griebo)                           | Im Kern spätromanische Saalkirche aus Feldstein um 1200, Wiederaufbau nach Kriegszerstörung 1653, barocke Mansarddächer 1729                                                        | Lutherstadt Wittenberg | Griebo                         | weitere Bilder  | 51° 52′ 54″ N, 12° 30′ 28″ O |
| Schlosskirche Wittenberg                        | Im Kern spätgotische Wandpfeilerkirche 15. Jh., nach mehrfachen Umbauten um 1889 eingreifend historisierend umgestaltet                                                             | Lutherstadt Wittenberg | Wittenberg                     | weitere Bilder  | 51° 51′ 59″ N, 12° 38′ 16″ O |
| St. Antonius von Padua (Zschornewitz)           | Schlichter Rechteckbau von 1929, 2015 entwidmet | Gräfenhainichen        | Zschornewitz                   | weitere Bilder  | 51° 42′ 50″ N, 12° 23′ 39″ O |
| St. Bonifatius (Hundeluft)                      | Nach Art einer achtseitigen Rotunde von 1742 bis 1746 erbaut | Coswig                 | Hundeluft                      | weitere Bilder  | 51° 58′ 3″ N, 12° 20′ 32″ O  |
| St. Gertrud (Pratau)                            | Im Ursprung mittelalterlicher verputzter Feldsteinbau um 1325–30, barock verändert und 1938 weitgehend erneuert                                                                     | Lutherstadt Wittenberg | Wittenberg                     | weitere Bilder  | 51° 50′ 34″ N, 12° 38′ 38″ O |
| St. Jacobus (Serno)                             | Spätklassizistischer, etwa quadratischer Putzbau mit Lisenengliederung und Spitzbogenfenstern, um 1830                                                                              | Coswig (Anhalt)        | Serno                          | weitere Bilder  | 51° 59′ 59″ N, 12° 25′ 24″ O |
| St. Jakobus (Pülzig)                            | Backsteinsaal in Formen des Rundbogenstils, 1894/95 | Coswig (Anhalt)        | Pülzig                         | weitere Bilder  | 51° 56′ 37″ N, 12° 32′ 56″ O |
| St. Johannes (Buko)                             | Im Kern romanischer Feldsteinbau, nach Brand 1722 wieder aufgebaut, stattlicher Feldsteinbau mit Mansarddach und Turm                                                               | Coswig (Anhalt)        | Buko                           | weitere Bilder  | 51° 56′ 33″ N, 12° 24′ 28″ O |
| St. Johannes (Weiden)                           | Großer neugotischer Backsteinsaal um 1884, mit zwei hohen offenen Vorhallen, Westturm und Fünfachtelschluss im Osten                                                                | Coswig (Anhalt)        | Weiden (Coswig)                | weitere Bilder  | 51° 58′ 41″ N, 12° 22′ 44″ O |
| St. Johannes (Zieko)                            | Feldsteinsaalkirche 13. Jahrhundert, Turm 19. Jh. | Coswig (Anhalt)        | Zieko                          | weitere Bilder  | 51° 54′ 46″ N, 12° 24′ 41″ O |
| St. Joseph (Annaburg)                           | Katholische Kirche, 1957–1959 errichtet, 2024 profaniert | Annaburg               | Annaburg                       | weitere Bilder  | 51° 43′ 56″ N, 13° 2′ 26″ O  |
| St. Joseph (Zahna)                              | Katholische Kirche, 1956/57 errichtet | Zahna-Elster           | Zahna                          |                 | 51° 55′ 19″ N, 12° 46′ 55″ O |
| St. Maria Regina Pacis (Bad Schmiedeberg)       | Katholische Kirche, 1956 errichtet | Bad Schmiedeberg       | Bad Schmiedeberg               | weitere Bilder  | 51° 41′ 7″ N, 12° 43′ 51″ O  |
| St. Marien (Kemberg)                            | Dreischiffige Hallenkirche der Backsteingotik mit polygonalem Schluss, 1290–1340, Turmneubau nach Verfall 1856                                                                      | Kemberg                | Kemberg                        | weitere Bilder  | 51° 46′ 27″ N, 12° 38′ 14″ O |
| St. Marien (Rotta)                              | Verputzter Feldsteinbau aus Rechtecksaal mit dreiseitigem Ostschluss und Westturm, um 1700                                                                                          | Kemberg                | Rotta                          | weitere Bilder  | 51° 45′ 56″ N, 12° 36′ 9″ O  |
| St. Michael (Coswig)                            | Katholische Kirche mit Missionshaus, 1902 erbaut | Coswig                 | Coswig                         | weitere Bilder  | 51° 53′ 8″ N, 12° 27′ 0″ O   |
| St. Nicolai (Jessen)                            | Großer Rechtecksaal mit Anbauten zum Kreuzgrundriss erweitert, nach Kriegszerstörung und Teileinsturz erst 1767 fertig gestellt                                                     | Jessen (Elster)        | Jessen                         | weitere Bilder  | 51° 47′ 10″ N, 12° 57′ 26″ O |
| St. Nicolai (Coswig)                            | Langgestreckter Saal mit Satteldach und Westturm, im Kern 13. Jh., mehrfach überformt                                                                                               | Coswig                 | Coswig                         | weitere Bilder  | 51° 52′ 57″ N, 12° 27′ 31″ O |
| St. Nicolai Holzdorf (Jessen)                   | Stattlicher Backsteinbau von 1884 im Rundbogenstil | Jessen (Elster)        | Holzdorf                       | weitere Bilder  | 51° 46′ 43″ N, 13° 7′ 45″ O  |
| St. Nikolaus (Pretzsch)                         | Im Kern Backsteinsaal mit eingezogenem Chor 15. Jh.; nach Kriegszerstörung prägender barocker Wiederaufbau 1720/27 nach Entwurf von Matthäus Daniel Pöppelmann                      | Bad Schmiedeberg       | Pretzsch                       | weitere Bilder  | 51° 42′ 57″ N, 12° 48′ 30″ O |
| St. Pauli (Luko)                                | Spätromanischer Feldsteinbau mit Rechteckchor und runder Apsis, 1. H. 13. Jh. | Coswig (Anhalt)        | Luko                           | weitere Bilder  | 51° 55′ 32″ N, 12° 19′ 35″ O |
| St. Peter (Thießen)                             | Rechteckiger Putzbau mit Fachwerkoberstock, quadratischer Dachreiter, inschriftlich 1714 mit älteren Bestandteilen                                                                  | Coswig (Anhalt)        | Thießen                        | weitere Bilder  | 51° 57′ 24″ N, 12° 18′ 2″ O  |
| St.-Peter-und-Paul-Kirche (Labrun)              | Verputzter Fachwerkbau mit fünfseitigem Schluss, 1632 Umbau, 2002 Hochwasserschaden                                                                                                 | Annaburg               | Labrun                         | Bild gesucht BW | 51° 40′ 10″ N, 12° 57′ 57″ O |
| St. Peter und Paul (Seyda)                      | Schlichter Rechtecksaal in Feldstein, im Kern 13./14. Jh., 1709–11 Wiederaufbau nach Brand                                                                                          | Jessen (Elster)        | Seyda                          | weitere Bilder  | 51° 52′ 57″ N, 12° 54′ 17″ O |
| St. Petri (Wartenburg)                          | Stattlicher neugotischer Backsteinbau um 1865 | Kemberg                | Wartenburg                     | weitere Bilder  | 51° 48′ 44″ N, 12° 46′ 45″ O |
| St. Petri (Wörlitz)                             | Neugotischer Backsteinbau, um 1805–1809, ursprünglich romanische Feldsteinkirche | Oranienbaum-Wörlitz    | Wörlitz                        | weitere Bilder  | 51° 50′ 41″ N, 12° 25′ 20″ O |
| St. Petri (Düben)                               | Barock veränderter ursprünglich romanischer Feldsteinbau mit eingezogenem Chor und Apsis                                                                                            | Coswig                 | Düben                          | weitere Bilder  | 51° 55′ 38″ N, 12° 23′ 1″ O  |
| St. Petrus (Kemberg)                            | Katholische Kirche, Neubau von 1991/92, ersetzt eine Vorgängerkirche | Kemberg                | Kemberg                        | weitere Bilder  | 51° 46′ 2″ N, 12° 38′ 9″ O   |
| St. Salvator (Purzien)                          | Neugotischer Backsteinbau, Saal mit polygonalem Schluss und Westturm 1865 | Annaburg               | Purzien                        | weitere Bilder  | 51° 45′ 50″ N, 13° 1′ 33″ O  |
| Stadt- und Pfarrkirche St. Marien               | Dreischiffige Hallenkirche 1412–1439 mit älterem Altarraum um 1280, zweitürmiger Westbau 1556 mit neuen Turmaufsätzen versehen                                                      | Lutherstadt Wittenberg | Wittenberg                     | weitere Bilder  | 51° 51′ 59″ N, 12° 38′ 41″ O |
| Stadtkirche Oranienbaum                         | Elliptischer barocker Zentralbau mit hohem Mansardenwalmdach, 1704–12 | Oranienbaum- Wörlitz   | Oranienbaum                    | weitere Bilder  | 51° 47′ 50″ N, 12° 24′ 24″ O |
| Stadtkirche St. Marien (Prettin)                | Dreischiffige gotische Hallenkirche mit Querschiff 14. Jh., Kirchturm 1852/86 | Annaburg               | Prettin                        | weitere Bilder  | 51° 39′ 37″ N, 12° 55′ 19″ O |
| St. Marien (Gräfenhainichen)                    | Im Kern dreischiffige spätrom. Basilika, im 30jähr. Krieg zerstört. 1676 wiederhergestellt, Turm 1866/67                                                                            | Gräfenhainichen        | Gräfenhainichen                | weitere Bilder  | 51° 43′ 53″ N, 12° 27′ 34″ O |
| Unbefleckte Empfängnis (Lutherstadt Wittenberg) | Neugotischer Saal mit eingezogenem Chor nach Entwurf von Arnold Güldenpfennig 1868/69                                                                                               | Lutherstadt Wittenberg | Wittenberg                     | weitere Bilder  | 51° 52′ 7″ N, 12° 38′ 42″ O  |

## Klöster
| Artikel                                  | Beschreibung | Gemeinde               | Ort                    | Bild           | Koordinaten                  |
| ---------------------------------------- | --- | ---------------------- | ---------------------- | -------------- | ---------------------------- |
| Augustinerkloster Wittenberg             | Kloster, in dem Martin Luther lebte; heute Lutherhaus                                                                                   | Lutherstadt Wittenberg | Lutherstadt Wittenberg |                | 51° 51′ 51″ N, 12° 39′ 9″ O  |
| Franziskanerkloster Wittenberg           | 1273 gegründet, nach Reformation Kirche zum Kornhaus umgebaut, Reste in den Neubau des Stadthauses einbezogen                           | Lutherstadt Wittenberg | Lutherstadt Wittenberg |                | 51° 52′ 7″ N, 12° 38′ 35″ O  |
| Kollegiatstift Allerheiligen, Wittenberg | Ehemals Aufbewahrungsstätte der Reliquiensammlung Friedrichs des Weisen, mehrfach tiefgreifend umgebaut, siehe Schlosskirche Wittenberg | Lutherstadt Wittenberg | Lutherstadt Wittenberg |                | 51° 51′ 59″ N, 12° 38′ 16″ O |
| Hospital zum heiligen Geist (Zahna)      | Ehem. Heiligen-Geist-Spital, im Kern mittelalterlich, nach Zerstörung 1637 barocker Wiederaufbau                                        | Zahna-Elster           | Zahna                  | weitere Bilder | 51° 54′ 46″ N, 12° 47′ 46″ O |

## Begräbnisstätten
| Artikel                            | Beschreibung | Gemeinde               | Ort                    | Bild           | Koordinaten                  |
| ---------------------------------- | --- | ---------------------- | ---------------------- | -------------- | ---------------------------- |
| Alter Friedhof Wittenberg          | Ehem. Gottesacker des 1760 zerstörten Heiligenkreuzspitals, zahlreiche historische Grabanlagen                   | Lutherstadt Wittenberg | Lutherstadt Wittenberg | weitere Bilder | 51° 51′ 49″ N, 12° 39′ 39″ O |
| Neuer Friedhof Wittenberg          | Anfang 17. Jahrhundert eröffnet, Portal dat. 1603, neugotische Kapelle                                           | Lutherstadt Wittenberg | Lutherstadt Wittenberg | weitere Bilder | 51° 51′ 51″ N, 12° 39′ 51″ O |
| Christlicher Friedhof (Wörlitz)    | Von 1795 bis 1798 unter Fürst Leopold III. Friedrich Franz östlich des Stadtkerns neu angelegt, mit Leichenhalle | Wörlitz                | Wörlitz                |                | 51° 50′ 22″ N, 12° 25′ 33″ O |
| Jüdischer Friedhof Coswig (Anhalt) | Wohl erst im 18. Jahrhundert angelegt                                                                            | Coswig (Anhalt)        | Coswig (Anhalt)        |                | 51° 53′ 4″ N, 12° 27′ 58″ O  |

## Synagogen
| Artikel            | Beschreibung                                                                          | Gemeinde            | Ort            | Bild | Koordinaten                  |
| ------------------ | ------------------------------------------------------------------------------------- | ------------------- | -------------- | ---- | ---------------------------- |
| Synagoge (Wörlitz) | klassizistisch, 1789/90 erbaut, später profaniert, jetzt Nutzung als Ausstellungsraum | Oranienbaum-Wörlitz | Wörlitzer Park |      | 51° 50′ 44″ N, 12° 25′ 27″ O |

∑ 163 Einträge